# Feldbahn der Crystal Salt Company in Port Augusta
| Decauville-Dampflokomotive mit Kipploren |                     |                              |                              |
| Streckenlänge: | 1,7 km              |                              |                              |
| Spurweite: | 610 mm (2-Fuß-Spur) |                              |                              |
| |                     |                              |                              |
| \| \| 0,0 \| Kristallisationsbecken \| Kristallisationsbecken \| \| \| 0,9 \| Salzfabrik und Salzlager \| Salzfabrik und Salzlager \| \| \| \| Spencer-Golf \| \| \| \| \| Bahndamm \| \| \| \| 1,7 \| Umladestelle \| Umladestelle \| \| \| \| Port Augusta–Kalgoorlie (CR) \| \| |                     |                              |                              |
| Kopfbahnhof Streckenanfang (Strecke außer Betrieb) | 0,0                 | Kristallisationsbecken       | Kristallisationsbecken       |
| Bahnhof (Strecke außer Betrieb) | 0,9                 | Salzfabrik und Salzlager     | Salzfabrik und Salzlager     |
| Brücke über Wasserlauf (Strecke außer Betrieb) |                     | Spencer-Golf                 | Spencer-Golf                 |
| |                     | Bahndamm                     |                              |
| Kopfbahnhof Streckenende (Strecke außer Betrieb) | 1,7                 | Umladestelle                 | Umladestelle                 |
| Bahnhof quer |                     | Port Augusta–Kalgoorlie (CR) | Port Augusta–Kalgoorlie (CR) |

Die Feldbahn der Crystal Salt Company in Port Augusta war eine 1,7 km lange Schmalspurbahn mit einer Spurweite von 610 mm (2 Fuß), die von 1915 bis 1921 acht Kilometer nördlich von Port Augusta West mit einer gebraucht erworbenen Decauville-Dampflokomotive und danach bis 1935 mit zwei Schienentraktoren betrieben wurde.

## Streckenverlauf
Von den Kristallisationsbecken führte ein 900 Meter langer geradliniger Streckenabschnitt nach Nordosten zur Salzfabrik und deren Salzlager.
Vom Lager der Fabrik führte ein 800 m langer Streckenabschnitt nach Nordosten auf einer hölzernen Bockbrücke über den Spencer-Golf und dann über einen Bahndamm über das Watt zu einer Umladestelle an der CR-Normalspurstrecke Port Augusta–Kalgoorlie. An der Umladestelle gab es eine Ausweichanschlussstelle der Normalspurbahn, einen rampenförmigen Bahnsteig und einen  Güterschuppen.

## Gleisbau
Der Streckenabschnitt von den 45 m × 60 m großen Kristallisationsbecken zur Salzfabrik wurde aus leichten, festverlegten Schmalspurbahn-Schienen auf Hartholzschwellen mit einem Metergewicht von 10 kg/m (20 Pfund/Yard) und 7 kg/m (14 Pfund/Yard) verlegt.
Der Streckenabschnitt von der Umladestelle zum Salzwerk bestand aus 218 vorgefertigten Feldbahn-Gleisjochen mit einem Metergewicht 20 kg/m (40 Pfund/Yard) und einer Länge von jeweils 6700 mm. Außerdem gab es 70 Gleisjoche in unterschiedlichen Längen von 4880 mm bis 6100 mm.

## Betrieb
Die Crystal Salt Company wurde 1921 aufgrund von Transportproblemen insolvent. Spätestens nachdem der Betrieb im Oktober 1921 von Ocean Salt übernommen worden war, wurden ein leichter Purcell oder Caldwell-Vale-Schienentraktor sowie ein schwerer Fordson-Schienentraktor eingesetzt.
Von den Kristallisationsbecken wurde das Salz in 20 Kipploren mit einem Fassungsvermögen von 0,57 m³ (¾ Kubikyard) und 0,38 m³ (½ Kubikyard) zur Fabrik transportiert. Außerdem gab es mehrere 914 mm breite und 1372 mm lange (3 × 4½ Fuß) Flach-Loren.
Auf der Strecke von der Fabrik zur Umladestelle wurde das in Säcke verpackte Salz auf mehrere 1295 mm breiten und 6110 mm langen (4¼ × 20 Fuß) Drehgestell-Flachwagen transportiert.
1935 wurde der reguläre Betrieb unter anderem aufgrund von Sandverwehungen eingestellt. Die Weichen der Ausweichanschlussstelle wurden im Mai 1937 abgebaut. Ein Teil der Schienenfahrzeuge und einige Schienen des Streckenabschnitts zwischen den Kristallisationsbecken und der Fabrik wurden 1941 verkauft, aber die Strecke zur Umladestelle blieb noch bis 15. April 1955 erhalten.